# Die Töchter ihrer Exzellenz
Die Töchter ihrer Exzellenz ist ein deutscher Spielfilm von Reinhold Schünzel aus dem Jahre 1934 mit Käthe von Nagy und Willy Fritsch in den Hauptrollen. Die Titelrolle der „Exzellenz“ verkörperte die Wiener Volksschauspielerin Hansi Niese, die in der Endphase der Dreharbeiten verstarb. Die Geschichte basiert auf dem ungarischen Lustspiel „Die kleine Trafik“ von Laszlo Bus-Fekete.

## Handlung
Die alte, korpulente Generalswitwe Henriette von Petrin, die in Wien eine kleine Trafik (Tabakgeschäft mit angeschlossenem Kiosk) betreibt, macht sich Sorgen um ihre ältere Tochter Leonie. Während die jüngere der beiden Schwestern, Gerti, soeben erfolgreich ihre Matura (Abitur) bestanden hat, ist die ältere, Leonie, mit einem biederen und wenig attraktiven Beamten namens Anton verheiratet und langweilt sich durchs Leben. In ihren Träumen ist Leonie lieber die Gattin des schicken, weltgewandten und nonchalanten Grafen Marenzi, von dem sie sich gern die Welt zeigen lassen möchte. Den attraktiven Adeligen hatte sie unlängst kennen gelernt und war sofort von ihm begeistert. Diese Traumwelt hat Leonie bereits derart übermannt, dass sie sogar einen teuren Pelzmantel ersteht und diesen ihrem „Ehemann“, dem Grafen Marenzi, in Rechnung stellen lässt. Ihre Exzellenz, wie die Generalswitwe von ihrem Umfeld ehrfurchtsvoll genannt wird, geht dies alles eindeutig zu weit, und so planen sie und Gerti, die bodenständigere und vernünftigere der beiden Petrin-Töchter, dass man beim Grafen vorzusprechen sollte, um diesem klarzumachen, dass er doch bitte schön Leonie diese Flausen endlich austreiben möge. Während Frau von Petrin sich zum Grafen-Haus auf den Weg macht, kümmert sich Gerti solange um die kleine Trafik. Als plötzlich ein junger, attraktiver Mann das Geschäft betritt, ahnt Gerti zunächst nicht, dass es sich dabei um eben jenen Grafen handelt, der in der Familie als „Verführer“ Leonies angesehen wird. Vom Lehrjungen Gustl wird Gerti aufgeklärt, und die junge Frau beschließt, den feinen Herrn nicht mehr aus dem Geschäft zu lassen, um ein erneutes Rendezvous mit Leonie zu sabotieren. Gerti redet und redet und redet, um den Mann am Verlassen des Geschäfts zu hindern; ja, sie geht sogar so weit, dass sie sich anbietet, statt Leonie seine abendliche Begleitung werden zu wollen. Belustigt über diese Begegnung, willigt der anfänglich eher genervte junge Graf schließlich ein.
Dieses Rendezvous zum Souper hätte fast in einer Katastrophe geendet, denn gleich nebenan speist Leonie ausgerechnet mit Graf Marenzi senior, dem alten Vater ihres Herzbuben. Gerade noch kann Gerti verhindern, dass Leonie sie und ihre Begleitung entdeckt. Anschließend entwendet sie ihrer Schwester den „gekauften“, aber erwartungsgemäß von Marenzi nicht bezahlten Pelzmantel und geht damit zum jungen Grafen. Hier will sie die ganze Nacht an seiner Seite bleiben, in der Hoffnung, dass Marenzi junior den Zug verpassen möge, der ihn mitsamt Schwester Leonie in den sonnigen Süden bringen soll. Gertis Plan droht zu scheitern, als plötzlich Herr Toniczek, der Inhaber des Pelzgeschäfts, beim Grafen erscheint und um die Begleichung der Rechnung bittet. Eine Betrügerin, so der Pelzhändler, habe sich als Marenzis Ehefrau ausgegeben. Da Toniczek seinen Pelz in Marenzis Wohnung wiedererkennt, geht nun der junge Graf davon aus, dass Gerti sich im Geschäft als seine Frau ausgegeben hatte und sie die Gaunerin ist. Die ganzen Turbulenzen haben jedoch nicht verhindern können, dass sich die beiden jungen Leute ineinander verlieben, auch wenn der gräfliche Haushaltsvorstand, die matronenhafte Virginia Marenzi, des jungen Grafen respekteinflößende, alte Tante, einiges gegen diese als unstandesgemäß angesehene Verbindung einzuwenden hat. Schließlich wenden sich aber die Dinge zum Guten: Leonie kehrt zu ihrem öden Gatten, bei dem sie wenigstens weiß, was sie hat, zurück, denn der alte Graf Marenzi erwies sich längst nicht als so spendabel wie erhofft. Und Graf Marenzi junior begleitet seine Gerti schließlich in das Trafik-Geschäft „ihrer Exzellenz“ und bitte die Frau Mama um die Hand ihrer Tochter Gerti.

## Produktionsnotizen
Die Töchter ihrer Exzellenz entstand zwischen Mitte Februar und Mitte April 1934 in den UFA-Ateliers von Neubabelsberg bei Berlin und wurde am 17. Mai 1934 in Berlins Gloria-Palast uraufgeführt. 
Produzent Günther Stapenhorst war auch Herstellungsleiter, Erich von Neusser Produktionsleiter. Erich Kettelhut und Max Mellin entwarfen die Filmbauten. Fritz Thiery war Cheftontechniker, Kurt Hoffmann assistierte Regisseur Schünzel. Otto Lehmann diente als Aufnahmeleiter.
Von diesem Film wurde zeitgleich auch eine französischsprachige Fassung unter dem Titel La jene fille d’une nuit gedreht. Käthe von Nagy wiederholte als einzige der deutschsprachigen Darstellern hier ihre Rolle. Roger Le Bon war Schünzels (des Französischen mächtiger) Co-Regisseur.

## Kritiken
Oskar Kalbus’ Vom Werden deutscher Filmkunst meinte: „Das ist kein Film mit dem üblich niedlichen und reichlich abgegriffenen Grinzingzauber und der wehmütigen Stummfilmromantik der alten Kaiserstadt Wien, das ist vielmehr ein sauberes, klares, leichtflüssiges Kammerspiel voll drastischer Situationskomik. (…) Käthe von Nagy und Willy Fritsch  sind prachtvoll, wie in ihren besten Filmen, herrlich gelöst und natürlich im Spiel.“
Das Lexikon des Internationalen Films nannte den Film ein „beschwingt inszeniertes Lustspiel“.
Auf film.at heißt es: “DIE TÖCHTER IHRER EXZELLENZ sprüht vor Ironie und unverschämtem Kleinkram. Man wird das Gefühl nicht los, dass der Regisseur in diesem Film eine besondere Freude hat, mit dem Geld der Ufa seinen »Brötchengeber« in allen Varianten und mit großartiger Besetzung – Adele Sandrock als »strenge« Gräfin Virginia und Hans Moser, der in Filzpantoffeln »bellend« seine Macht demonstriert – zu persiflieren.”
In CineGraph hieß es zu Schünzels Komödien der frühen Tonfilmjahre: „Ab 1931 inszeniert er vor allem bei der UFA eine Reihe von Komödien, die sich durch ihre ironische Haltung und durch musikalischen Schwung auszeichnen. Ihre Stars sind Renate Müller … und Käthe von Nagy (RONNY, 1931; DAS SCHÖNE ABENTEUER, 1932; DIE TÖCHTER IHRER EXZELLENZ, 1934).“